# پارک تاریخی مریدیان
پارک تاریخی مریدیان (به انگلیسی: Historic Meridian Park) یک محله و بافت تاریخی در ایالات متحده آمریکا است که در ایندیاناپلیس واقع شده‌است. این پارک در شمال مرکزی ایندیاناپولیس قرار دارد و محدوده نسبتاً کوچکی است در محله بزرگتری به نام فال کریک. این پارک در ۲۰۰۹ در فهرست ملی اماکن تاریخی ثبت شد.
توسعه این محله در اوایل سده بیستم میلادی آغاز شد. این پارک نه تنها دارای مجموعه قابل توجهی از خانه‌های ایجاد شده توسط صنایع دستی آمریکایی است بلکه از هنر معماری و صنایع دستی نیز استفاده شده‌است، به همین منظور این محله به عنوان یکی از اولین حومه‌های ایندیاناپولیس متمایز می‌شود.